# 三輪真佐子
三輪 真佐子（みわ まさこ、1966年11月5日 - ）は元琉球放送アナウンサー。

## 主なレギュラー
ラジオ
- RBC歌謡ヒットチャート（1989-1991、橋本邦彦アナがメイン）
- ラジオジャック（1990-1993、火曜準レギュラー→火曜メイン）
- キャンパス通信　青春ってなんだ!（1989-1992、毎年10月-翌年1月初旬のみの放送）
- STUDIO C2 SQUARE（1991-1994年）
- ほっとひと息歌謡曲→ふれ愛パレット（1990-1992）
- ビッグモーニング（1990-1994年、沖縄中継担当リポーター）
- ウェディングベル（1995年、出演者として）　ほか

テレビ
- RBCニュース
- すくすく育て あおぞらの子
- 特別番組の司会、JNN系全国ネット情報番組、九州・沖縄ブロックネットのリポーター、など。